# 신원호 (축구 선수)
신원호(한국 한자: 申原浩, 2001년 5월 19일 ~ )는 대한민국의 축구 선수로 현재 K리그2의 천안 시티 FC에서 수비수로 뛰고 있다.